# Comuna Moara, Suceava
Moara este o comună în județul Suceava, Bucovina, România, formată din satele Bulai, Frumoasa, Groapa Vlădichii, Liteni, Moara Carp, Moara Nica (reședința), Vornicenii Mari și Vornicenii Mici.

## Prezentare
Cu o vechime de 58 de ani, comuna se află la 7 km de municipiul Suceava și are în componență 7 sate:
- Bulai
- Frumoasa
- Liteni
- Moara Carp
- Moara Nica
- Vornicenii Mari
- Vornicenii Mici

Oameni iubitori de artă și folclor din această comună au format ansamblul Ciobănașul din Moara, dar și renumitul cor bisericesc, ambele nelipsind de la principalele activități culturale din județ, chiar și din țară, mai ales în perioada sărbătorilor de iarnă.
Începând cu anul 2009 la Moara Nica în data de 21 mai de sărbătoarea „Sfinților Împărați Constantin și Elena” se organizează un festival folcloric „Ograda cu dor”.
Pe plan sportiv există o echipă de fotbal Spicul Moara.
Pe linie economică, baza principală este agricultura, unde cartoful ocupă un loc fruntaș, nu demult aprovizionând Bucureștiul, iar apoi Iașiul.

## Obiective turistice
- Fânațele seculare Frumoasa
- Mănăstirea Hagigadar – lăcaș de cult armenesc cu hramul Nașterea Maicii Domnului, construit în anul 1512; se află pe dealul din satul Bulai
- Biserica de lemn din Moara Nica – monument istoric din anul 1774; se află în centrul satului

## Demografie
Componența etnică a comunei Moara
     Români (81,81%)
     Polonezi (4,82%)
     Alte etnii (0,34%)
     Necunoscută (13,03%)
Componența confesională a comunei Moara
     Ortodocși (67,9%)
     Penticostali (9,64%)
     Romano-catolici (6,25%)
     Alte religii (2,36%)
     Necunoscută (13,84%)
Conform recensământului efectuat în 2021, populația comunei Moara se ridică la 5.932 de locuitori, în creștere față de recensământul anterior din 2011, când fuseseră înregistrați 4.384 de locuitori. Majoritatea locuitorilor sunt români (81,81%), cu o minoritate de polonezi (4,82%), iar pentru 13,03% nu se cunoaște apartenența etnică. Din punct de vedere confesional, majoritatea locuitorilor sunt ortodocși (67,9%), cu minorități de penticostali (9,64%) și romano-catolici (6,25%), iar pentru 13,84% nu se cunoaște apartenența confesională.

## Politică și administrație
Comuna Moara este administrată de un primar și un consiliu local compus din 15 consilieri. Primarul, Eduard Dziminschi[*], de la Partidul Național Liberal, este în funcție din 2016. Începând cu alegerile locale din 2024, consiliul local are următoarea componență pe partide politice:
|  | Partid                          | Consilieri | Componența Consiliului | Componența Consiliului | Componența Consiliului | Componența Consiliului | Componența Consiliului | Componența Consiliului | Componența Consiliului | Componența Consiliului | Componența Consiliului | Componența Consiliului | Componența Consiliului |
|  | ------------------------------- | ---------- | ---------------------- | ---------------------- | ---------------------- | ---------------------- | ---------------------- | ---------------------- | ---------------------- | ---------------------- | ---------------------- | ---------------------- | ---------------------- |
|  | Partidul Național Liberal       | 11         |                        |                        |                        |                        |                        |                        |                        |                        |                        |                        |                        |
|  | Partidul Social Democrat        | 2          |                        |                        |                        |                        |                        |                        |                        |                        |                        |                        |                        |
|  | Alianța pentru Unirea Românilor | 2          |                        |                        |                        |                        |                        |                        |                        |                        |                        |                        |                        |